# Пантелеево (Кимрский район)
Пантелеево — деревня в Кимрском районе Тверской области. Входит в состав Стоянцевского сельского поселения.

## География
Находится в юго-восточной части Тверской области на расстоянии приблизительно 33 км на запад-северо-запад по прямой от районного центра города Кимры в левобережной части района.

## История
Известна была с 1780-х годов как деревня из 6 дворов, бывшее церковное владение, 14 дворов в 1806 году. В 1859 году здесь (деревня Корчевского уезда Тверской губернии) было учтено 17 дворов, в 1887 — 31.

## Население
Численность населения: 48 человек (1780-е годы), 116 (1806), 141 (1859 год), 60 (1887), 15 (русские 100 %) 2002 году, 12 в 2010.